# 阿關加 (加利福尼亞州)
阿關加（英語：Aguanga）是位於美國加利福尼亞州河濱縣的一個人口普查指定地區。

## 地理
阿關加的座標為33°26′34″N 116°51′54″W / 33.44278°N 116.86500°W，而該地最高點為海拔高度596米（即1955英尺）。

## 人口
根據2010年美國人口普查的數據，阿關加的面積為35.22平方千米，均為陸地。當地共有人口1128人，而人口密度為每平方千米32人。